# Каракудык (археологический объект)
Каракудык (Каракудук) — археологический объект, расположенный в одноимённом урочище на территории современного Жамбылского района Алматинской области Казахстана. Включает в себя древнее поселение и курганный могильник, возникшие в эпоху ранних кочевников (сакско-хуннский период). В состав могильника входят четыре кургана и пять оградок с каменными и земляными насыпями.
В 1957 году Каракудык исследовался Семиреченской археологической экспедицией под руководством А. Г. Максимовой. На территории поселения и могильника найдены черепки глиняной посуды. Большинство захоронений датируется I веком н. э. В них также обнаружены заколки, нож и украшения из камня, бронзы и железа. Тела погребённых ориентированы головой на юго-восток. В двух оградках раскопаны пять захоронений более позднего периода (XIII—XVI века), накрытые каменными плитами. В обустройстве этих захоронений просматривается влияние ислама, а тела погребённых ориентированы головой на северо-запад.